# Barkavas ozolu audze
Barkavas ozolu audze este o arie protejată (arie specială de conservare — SAC, sit de importanță comunitară — SCI, arie de protecție specială avifaunistică — SPA) din Letonia întinsă pe o suprafață de 58,28 ha, integral pe uscat.

## Localizare
Centrul sitului Barkavas ozolu audze este situat la coordonatele 56°42′31″N 26°37′52″E / 56.7085°N 26.6312°E.

## Înființare
Situl Barkavas ozolu audze a fost declarat arie de protecție specială avifaunistică în decembrie 2002 pentru a proteja 2 specii de plante și 16 specii de animale. Alte tipuri de protecție:
- sit de importanță comunitară (în mai 2004)
- arie specială de conservare (în mai 2004)[1][3][4]

## Biodiversitate
Situată în ecoregiunea boreală, aria protejată conține 3 habitate naturale: Păduri de stejar sau de stejar și carpen sub-atlantice și medio-europene de Carpinion betuli, Păduri aluvionare cu Alnus glutinosa și Fraxinus excelsior (Alno-Padion, Alnion incanae, Salicion albae), Păduri mixte riverane de Quercus robur, Ulmus laevis și Ulmus minor, Fraxinus excelsior sau Fraxinus angustifolia, de-a lungul marilor râuri (Ulmenion minoris).
La baza desemnării sitului se află mai multe specii protejate:
- plante (2): turiță (Agrimonia pilosa), mușchi (Dicranum viride)
- păsări (11): acvilă țipătoare mică (Aquila pomarina), cocoșul de mesteacăn (Bonasa bonasia), barză neagră (Ciconia nigra), ciocănitoare cu spate alb (Dendrocopos leucotos), ciocănitoarea de stejar (Dendrocopos medius), ciocănitoare neagră (Dryocopus martius), muscar (Ficedula parva), ciuvică (Glaucidium passerinum), sfrâncioc roșiatic (Lanius collurio), ciocănitoare verzuie (Picus canus), huhurezul mic (Strix uralensis)
- mamifere (2): vidră de râu (Lutra lutra), urs brun (Ursus arctos)
- nevertebrate (3): fluturele flitirar (Euphydryas maturna), fluturele purpuriu (Lycaena dispar), Ophiogomphus cecilia

Pe lângă speciile protejate, pe teritoriul sitului au mai fost identificate 7 specii de plante, 3 specii de păsări, 1 specie de amfibieni, 8 specii de mamifere, 12 specii de nevertebrate.